# Differenze tra serbo, croato, bosniaco e montenegrino
Le lingue serbo-croate, divise tra gli standard bosniaco, croato, serbo e montenegrino, sono molto simili e differiscono principalmente sotto alcuni aspetti che non sono di ostacolo alla comunicazione tra i parlanti dei suddetti idiomi. In termini linguistici queste quattro lingue standard formano un gruppo linguistico all'interno dello slavo meridionale, ovvero un continuum dialettale.

## Storia
Dopo la dissoluzione della Jugoslavia, le lingue delle popolazioni slave meridionali, in particolare croati e serbi, tornarono a divergere dopo essere state politicamente 'unite' dal 1918, secondo fonti croate. Tuttavia, anche prima della nascita della Jugoslavia, tutte le pubblicazioni uscite a Zagabria si riferiscono alla lingua come "croata o serba" (un esempio è la pubblicazione "Rječnik hrvatskoga ili srpskoga jezika", Zagabria 1881-1970).
Secondo fonti serbe, invece, l'idea di lingua unificata emerse nel 1848, periodo del movimento illirico, e rimase tale da allora.
Nella Jugoslavia socialista la politica ufficiale insistette su una lingua con due forme standard ufficiali - quella orientale (parlata in Serbia, Montenegro e Bosnia ed Erzegovina da qualunque nazionalità nei dialetti ekaviano o ijekaviano) e occidentale (parlata in Croazia da qualunque nazionalità nel solo dialetto ijekaviano). Comunque, dai tardi anni sessanta, a causa del malcontento nei circoli intellettuali croati, si cominciò a riferirsi alla propria lingua esclusivamente come "croato", e solo talvolta con "croato o serbo", com'era da consuetudine prima del periodo jugoslavo. Queste varie lingue venivano considerate come una lingua comune con diverse varianti e dialetti al suo interno. L'unità del linguaggio fu enfatizzata, non facendo delle differenze un indicatore di divisione linguistica, ma piuttosto un fattore di arricchimento della lingua comune. In aggiunta, la Jugoslavia aveva altre due lingue ufficiali a livello federale, lo sloveno e il macedone - riflettendo la tolleranza jugoslava verso la diversità linguistica e l'uso di tali lingue all'interno della federazione. Perciò nessun tentativo fu fatto per assimilare queste ultime all'interno della lingua serbo-croata o croato-serba.
Dopo la dissoluzione della federazione, come nuovo simbolo delle indipendenti e separate identità statali, la lingua diventò uno strumento politico di distinzione per tutte le nuove repubbliche. Con un boom di neologismi in Croazia, con una maggiore enfatizzazione dei termini di origine turca nella Bosnia musulmana e con una privilegiata posizione dello scritto in cirillico fra la popolazione serba, ogni stato o entità mostrò una 'nazionalizzazione' della lingua.
In tal contesto la lingua bosniaca cominciò il suo sviluppo autonomo dopo l'indipendenza della Bosnia ed Erzegovina proclamata nel 1992. Lo sviluppo della lingua montenegrina diventò un argomento tra alcuni accademici montenegrini a partire dagli anni novanta, riprendono l'utilizzo di termini locali e introducendo lettere non utilizzate dalle altre lingue slave nel percorso verso l'indipendenza (Ś e Ź).
Si nota nel corso della storia che il serbo, il bosniaco e il montenegrino tendono a essere lingue "inclusive", cioè accettano e assimilano un'ampia gamma di parole e prestiti di origine straniera, mentre il croato standard è più 'purista' e preferisce neologismi al posto di prestiti di origine straniera, come anche l'uso di vecchi termini ormai dimenticati. Questi differenti approcci sono dovuti alle differenze storico-culturali (Serbi, Bosniaci e Montenegrini sotto dominazione ottomana e veneziana, Croati sotto dominazione austro-ungarica) delle quattro lingue e delle quattro società a cui queste lingue appartengono.

## Sommario
Ci sono opinioni discordanti tra i linguisti se le diversità delle quattro lingue siano tali da giustificare il loro trattamento come lingue separate.
Il linguista croato Miro Kačić ha dato la seguente visione delle differenze tra serbo e croato. Questo parere può essere anche esteso, opportunamente modificato, alla lingua bosniaca e montenegrina.
"In questo libro ho provato a presentare alcune delle illusioni fondamentali e distorsioni che hanno portato al malinteso, ancor oggi presente tra i linguisti mondiali, che il croato e il serbo sono una lingua unica. Ho mostrato che croato e serbo differiscono in un grado più o meno ampio in ogni livello. Queste differenze esistono realmente e sono le seguenti:
1. Il livello di lingua letteraria. Ci sono due tradizioni letterarie diverse nella scrittura che sono separate nello spazio e nel tempo a causa delle differenze della storia, della cultura e dello sviluppo letterario delle due nazioni.
2. Il livello di lingua standard. Le due tradizioni di codifica linguistica sono completamente separate. Il periodo della convergenza normativa tra serbo e croato, dal tempo del croato "Vukoviano" all'unificazione imposta di queste due lingue nell'ex-Jugoslavia, è solo un intervallo dello sviluppo delle norme linguistiche croate. Come punto di svolta, il periodo fu atipico per quanto riguarda i tre secoli di questo sviluppo.
3. Il livello di correlazione genetica. Il croato è basato su tre macrodialetti, mentre il serbo da due. Le interferenze tra i tre dialetti croati che hanno gettato le basi per la lingua e la letteratura croata sono esistite ininterrottamente per secoli come una forza costitutiva nella codifica del croato standard.
4. Il livello tipologico. Esistono differenze in ogni livello del sistema linguistico: fonetico/fonologico, accentuazione, morfologico, formazione delle parole, sintattico, semantico-pragmatico e lessicale. Sistemi linguistici che differiscono in tutti questi livelli non possono essere considerati come una sola lingua."

Al contrario Ivo Pranjković, autore di Grammatica della lingua croata, sostiene che "a livello di standardizzazione, croato, serbo, bosniaco e anche montenegrino sono diverse varianti, ma di una stessa lingua. Quindi, nel puro livello linguistico, o nel livello genetico, nel livello tipologico, stiamo parlando di un'unica lingua e questo dev'essere detto chiaramente. Se qualcuno dovesse essere in disaccordo, che presenti le sue tesi."
Pranjković dichiarò in svariate occasioni (ad esempio nella rivista di lingua e cultura Vijenac, di cui è un regolare contributore) che "Ćorić (un oppositore alle sue teorie) naturalmente, non concorda con le tesi che ho esposto all'inizio del mio testo, sostenendo che le lingue standard croato e serbo, da quando esistono, funzionano come lingue standard separate."

## Scrittura

### Alfabeti
I sistemi di scrittura differiscono:
- il bosniaco usa entrambi gli alfabeti, il latino (latinica, латиница) fra i croato-bosniaci e i bosgnacchi e il cirillico (ћирилица, ćirilica) fra i serbo-bosniaci;
- il montenegrino prevedere l'uso di entrambi gli alfabeti, il latino principalmente tra i montenegrini della costa e il cirillico tra i montenegrini delle zone settentrionali;
- il croato usa solamente l'alfabeto latino;
- il serbo usa entrambi gli alfabeti, cirillico e latino: il cirillico è l'alfabeto ufficiale delle amministrazioni di Serbia e Repubblica Serba di Bosnia ed Erzegovina, mentre il latino (accettato nei documenti ufficiali nei casi regolamentati dalla legge) viene usato equamente al cirillico e da alcuni come alfabeto principale, sebbene non esistano statistiche su ciò; è da sottolineare come l'alfabeto originario serbo è il cirillico, mentre l'alfabeto latino è stato introdotto successivamente e in tempi recenti, con la creazione della Repubblica Popolare Jugoslava (1945), giacché bisognava facilitare le comunicazioni all'interno della nuova repubblica e gettare le basi per una lingua standard serbo-croata; allo stato attuale, tuttavia, c'è la prevalenza a utilizzare l'alfabeto latino a scapito di quello cirillico, che in Serbia sta perdendo terreno.[7][8]

Anticamente i croati usavano l'alfabeto glagolitico (glagoljica) per scrivere sia documenti della Chiesa croata (funzione cui è adibito ancora oggi) sia documenti in dialetto. Questo alfabeto è l'alfabeto originario dei popoli slavi e successivamente si evolse fino a diventare l'odierno alfabeto cirillico.
In passato esisteva un altro alfabeto cirillico, meno standardizzato, con varie versioni e nomi: arvatica (o arvacko pismo), usato dai croati in Povaljska listina; bosanica o bosančica, utilizzata in Bosnia; begovica, usata dai bey; poljičica, usata nella regione di Poljica, nella Croazia meridionale. In alcune regioni della Croazia questa scrittura fu usato fino al 1860, quando il seminario cattolico-romano a Omiš insegnava ai nuovi sacerdoti a utilizzare tale scrittura ("arvacki šeminarij") .
Le popolazioni slave nelle aree oggi occupate da Bosnia-Erzegovina, Serbia e Montenegro che si convertirono all'Islam dopo la conquista ottomana dei Balcani del XV secolo usavano anche un alfabeto arabo modificato chiamato arabica. Esso rimase in uso dal XV secolo fino agli inizi del XX secolo, usato principalmente dalle classi più istruite della popolazione. L'ultimo testo conosciuto pubblicato in arabica è del 1941, dopo di che la riunificazione della Jugoslavia impose il cirillico e il latino come unici alfabeti ufficiali della neonata Jugoslavia comunista. Oggi è stato abbastanza dimenticato dalla popolazione musulmana dato che le persone letterate che conoscono questa scrittura sono molto poche.

### Fonemi
Tutte le lingue ufficiali hanno gli stessi medesimi fonemi, cosicché il bosniaco/croato/serbo/montenegrino scritti in latino e il bosniaco/serbo/montenegrino scritti in cirillico hanno una corrispondenza 1:1, cioè un fonema è rappresentato sempre dalla medesima lettera (o gruppo di lettere) sia in cirillico sia in latino. Comunque, queste lettere/fonemi non sono sconosciuti alle altre popolazioni slave meridionali.
In alcune zone della Croazia e della Bosnia i suoni "č" e "ć" e anche "dž" e "đ" sono rispettivamente indistinguibili o pronunciati indistintamente come "ć" e "đ" rispettivamente. In altre zone della Croazia i suoni "č" e "ć" sono pronunciati in versioni "più morbide": "č" è pronunciata tra il "č" letterario e "ć", mentre "ć" è pronunciata ancora più morbida; talvolta questa varia quasi in un "tj", una "t" palatalizzata. Un discorso simile vale per "dž" e "đ": in certe regioni croate "dž" viene pronunciata come "đ" o "ž", mentre "đ" ha lo stesso suono che ha nello standard letterario o viene pronunciata come una "d" palatalizzata. Tutto ciò, comunque, non ha corrispondenze nella lingua ufficiale.

### Ortografia
La lingua standard in Croazia non traslittera i nomi stranieri (e talvolta le parole), tranne che per le parole russe o di altre lingue che usano il cirillico, dove è impossibile non traslitterare. Invece la lingua serba fa il contrario, ogni parola straniera viene scritta in serbo come viene pronunciata, dove possibile ovviamente. Questo è dovuto al fatto che prima del 1945 i serbi usavano quasi esclusivamente il cirillico, quindi la traslitterazione era d'obbligo; dopo l'introduzione dell'alfabeto latino tale caratteristica è rimasta. Anche il bosniaco e il montenegrino seguono la regola serba e trascrivono foneticamente i nomi stranieri.
Poi, quando il soggetto è omesso in una frase al futuro, mettendo solamente il verbo all'infinito e l'ausiliare, nel caso "ću", solo la "i" finale dell'infinito viene tolta, mentre in serbo, e anche nel montenegrino, viene tolto in genere il "ti" dall'infinito e sostituito dall'ausiliare formando un'unica parola. Questa distinzione però esiste solamente nella lingua scritta, dato che nell'uno e nell'altro caso la pronuncia rimane identica. Il bosniaco invece accetta entrambi i modi.
Es. uraditi (fare) + ću (contrazione di hoću, per formare il futuro, prima persona singolare):
- "Napravit ću to." (croato)
- "Uradiću to." (serbo)

(traduzione, "io lo farò" )

## Parlato

### Accentuazione
In generale il dialetto štokavo, che rappresenta la base delle lingue standard prese in esame, ha quattro tipi di accenti (breve discendente, ı̏, breve ascendente, ì, lungo discendente, î, e lungo ascendente, í). In aggiunta le vocali non accentate possono essere brevi o lunghe (ī); queste si trovano solitamente dopo una sillaba accentata. Nella declinazione e nella coniugazione l'accento dei nomi e dei verbi può cambiare.
La distinzione tra i quattro accenti e la conservazione delle lunghezze dopo l'accento sono comuni nei dialetti del Montenegro occidentale, della Bosnia-Erzegovina (parlato da bosgnacchi, montenegrini, serbi e, solo in parte, da croati) e di alcune parti della Serbia, così come di alcune parti della Croazia a forte immigrazione serba. In aggiunta, una caratteristica distinta di certi dialetti è l'accentuazione dei clitici: ad esempio, la frase u Bosni (in Bosnia) sarà pronunciata /ȕbosni/ anziché /ubȍsni/, come, ad esempio, nella Serbia settentrionale.
Anche i dialetti della Serbia settentrionale preservano il sistema dei quattro accenti, ma la sillaba non accentata diventa più breve o sparisce del tutto in alcune posizioni. Comunque, l'abbreviamento della sillaba dopo l'accento è diventata una caratteristica di molti dialetti štokavi, anche di quelli più conservatori del Montenegro. Lo spostamento dell'accento sul clitico, invece, nella Serbia del Nord è pressoché assente e limitato ai verbi nella frase negativa (ne znam = non so → /nȅznām/).
La situazione in Croazia è ancora diversa. Una gran parte della popolazione croata, specialmente gli abitanti della zona di Zagabria, non fanno differenza tra accenti ascendenti e discendenti. Questo è considerato più una caratteristica del dialetto di Zagabria che una caratteristica della lingua croata.
Nella linguistica ufficiale in Croazia, la maggior parte della letteratura in circolazione promuove l'uso del sistema dei quattro accenti. In Serbia, invece, la lingua standard è basata sul sistema dei quattro accenti, il quale è una caratteristica comune alla maggior parte dei dialetti serbi. Infatti, entrambi i dialetti principali considerati base della lingua serba standard (quello dell'Erzegovina orientale e quello della Šumadija-Vojvodina) hanno i quattro accenti. Infine, la lingua bosniaca è ufficialmente basata sul dialetto bosniaco orientale, che è di tipo štokavo antico; però in pratica le norme che regolano tale lingua sono di tipo štokavo moderno proprio come il serbo e il croato. La situazione, perciò, non è ben chiara e definita.

### Fonetica
| Caratteristica               | Italiano   | Croato   | Serbo    |
| ---------------------------- | ---------- | -------- | -------- |
| Opposizione -u/e             | borsa      | burza    | berza    |
| Opposizione -u/e             | porcellana | porculan | porcelan |
| Opposizione -u/i             | piatto     | tanjur   | tanjir   |
| Opposizione -l/-o            | sale       | sol      | so       |
| Opposizione -l/-o            | bue        | vol      | vo       |
| Opposizione -l/-o            | paletto    | kolčić   | kočić    |
| Opposizione -t/-ć            | felice     | sretan   | srećan   |
| Omissione della ‘h’ in serbo | cartuccia  | čahura   | čaura    |
| Omissione della ‘h’ in serbo | lottatore  | hrvač    | rvač     |
| Omissione della ‘h’ in serbo | ruggine    | hrđa     | rđa      |

### Morfologia
Ci sono tre varianti del dialetto štokavo dovute al diverso uso della vocale proto-slava Jat (ѣ/ě). A seconda di come viene trasformata questa vocale la variante prende nome. Ad esempio, se diventa "e", tale variante si chiamerà ekavo (ecavo, ekavski in serbo-croato). Lo jat
compare nelle varianti moderne come segue.
La parola bambino in antico slavo ecclesiastico, děte ("ě lungo"), diventa:
- dete in ekavo (ecavo)
- dite in ikavo (icavo)
- dijete in ijekavo (iecavo). Quando lo jat è breve ("ě breve"), in ijekavo/iecavo si scrive e pronuncia "je" (djeteta, il genitivo sg. di dijete).

La lingua serba (lingua serba standard) riconosce l'ekavo e l'ijekavo come sue varianti sullo stesso piano, la lingua bosniaca utilizza prevalentemente lo ijekavo ma riconosce anche l'ekavo; infine, la lingua croata usa principalmente lo ijekavo, mentre l'ikavo è limitato ad un uso dialettale in Dalmazia, nella Lika, in Istria, in Erzegovina occidentale, in Croazia turca (Bosanska Krajina), in parti della Slavonia e nella Bačka settentrionale (Voivodina). Così, ad esempio:
| Italiano  | ekavo    | ijekavo                        | ikavo    |
| --------- | -------- | ------------------------------ | -------- |
| vento     | vetar    | vjetar                         | vitar    |
| latte     | mleko    | mlijeko                        | mliko    |
| volere    | hteti    | htjeti                         | htiti    |
| freccia   | strela   | strijela                       | strila   |
| Invece:   |          |                                |          |
| freccetta | strelica | strelica (talvolta: strjelica) | strilica |

Alcuni linguisti croati hanno provato a spiegare le differenze nella struttura morfologica di tali vocaboli, introducendo una nuova vocale, il "dittongo jat". Questa corrente di pensiero è minoritaria rispetto alla maggior parte dei linguisti.
A volte queste differenze possono creare confusione: in serbo poticati (provenire da) in croato significa "incoraggiare". Il verbo croato "provenire da" è potjecati, mentre in serbo "incoraggiare" si dice podsticati.
| Italiano    | Croato     | Serbo    |
| ----------- | ---------- | -------- |
| completare  | dolijevati | dolivati |
| diarrea     | proljev    | proliv   |
| golfo, baia | zaljev     | zaliv    |
| influenzare | utjecati   | uticati  |

La lingua ufficiale bosniaca ammettono entrambe le varianti, mentre quella ufficiale montenegrina segue la varianta linguistica serba.
Un altro esempio di differenza fonetica che c'è in alcune parole è la presenza della v in parole serbe anziché della h come nei rispettivi vocaboli croati e bosniaci:
| Italiano | Bosniaco e Croato | Serbo e Montenegrino |
| -------- | ----------------- | -------------------- |
| tabacco  | duhan             | duvan                |
| cucinare | kuhati            | kuvati               |
| secco    | suho              | suvo                 |
| sordo    | gluho             | gluvo                |

Foneticamente e fonologicamente, il fonema "h" è stato reintegrato in molte parole come caratteristica distintiva della parlata bosniaca e della sua tradizione linguistica, volendosi distinguere dalla parlata e dalla terminologia prettamente serba. Tuttavia molte persone non la pensano in questo modo. Questo, come altro, è solamente un modo di parlare che varia a seconda della zona e delle persone.
| Italiano         | Bosniaco  | Croato     | Serbo     | Montenegrino |
| ---------------- | --------- | ---------- | --------- | ------------ |
| facile           | lahko     | lako       | lako      | lako         |
| soffice, molle   | mehko     | meko       | meko      | meko         |
| caffè            | kahva     | kava       | kafa      | kafa         |
| storico          | historik  | povijesnik | istoričar | istoričar    |
| storia (materia) | historija | povijest   | istorija  | istorija     |

Dato che la variante ijekava è comunemente accettata in ogni lingua, questa verrà usata nella prossima tabella come confronto tra termini che differiscono nelle quattro lingue.
| Italiano            | Bosniaco     | Croato                       | Serbo        | Montenegrino |
| ------------------- | ------------ | ---------------------------- | ------------ | ------------ |
| punto               | tačka        | točka                        | tačka        | tačka        |
| corretto            | tačno        | točno                        | tačno        | tačno        |
| municipalità        | općina       | općina                       | opština      | opština      |
| prete               | svećenik     | svećenik                     | sveštenik    | svještenik   |
| studentessa         | studentica   | studentica                   | studentkinja | studentkinja |
| professoressa       | profesorica  | profesorica                  | profesorka   | profesorka   |
| scienziato          | naučnik      | znanstvenik                  | naučnik      | naučnik      |
| interprete          | prevodilac   | prevoditelj                  | prevodilac   | prevodilac   |
| lettore             | čitalac      | čitatelj                     | čitalac      | čitalac      |
| tuffatore           | ronilac      | ronilac (talvolta: ronitelj) | ronilac      | ronilac      |
| Invece:             |              |                              |              |              |
| studente            | student      | student                      | student      | student      |
| professore          | profesor     | profesor                     | profesor     | profesor     |
| assemblea           | skupština    | skupština                    | skupština    | skupština    |
| presidente          | predsjednik  | predsjednik                  | predsednik   | predsednik   |
| presidentessa       | predsjednica | predsjednica                 | predsednica  | predsednica  |
| uomo di pelle nera  | crnac        | crnac                        | crnac        | crnac        |
| donna di pelle nera | crnkinja     | crnkinja                     | crnkinja     | crnkinja     |
| pensatore           | mislilac     | mislilac                     | mislilac     | mislilac     |
| insegnante          | učitelj      | učitelj                      | učitelj      | učitelj      |

### Prestiti linguistici
Anche molti prestiti linguistici e conseguenti traslitterazioni sono dissimili:
| Italiano    | Bosniaco                  | Croato       | Serbo        | Montenegrino |
| ----------- | ------------------------- | ------------ | ------------ | ------------ |
| organizzare | organizirati organizovati | organizirati | organizovati | organizovati |
| costruire   | konstruisati konstruirati | konstruirati | konstruisati | konstruisati |
| Invece:     |                           |              |              |              |
| analizzare  | analizirati               | analizirati  | analizirati  | analizirati  |

Storicamente, i prestiti linguistici in bosniaco e croato sono stati presi prevalentemente dal tedesco e dall'italiano, questi ultimi presenti anche nel montenegrino, mentre il serbo li ha ricevuti più dal russo e dal francese, cosicché si ha una diversa localizzazione dell'origine di tali prestiti, diversi in origine e diversi nelle lingue di destinazione. Anche prestiti di origine greca sono presenti nel vocabolario serbo, invece in quello croato sono stati assimilati attraverso il latino:
| Italiano  | Croato    | Serbo     | Note                                     |
| --------- | --------- | --------- | ---------------------------------------- |
| Betlemme  | Betlehem  | Vitlejem  | in croato dal latino, in serbo dal greco |
| Atene     | Atena     | Atina     | in croato dal latino, in serbo dal greco |
| Europa    | Europa    | Evropa    | in croato dal latino, in serbo dal greco |
| Cipro     | Cipar     | Kipar     | in croato dal latino, in serbo dal greco |
| cloro     | klor      | hlor      | in croato dal latino, in serbo dal greco |
| impedenza | impedanca | impedansa | in serbo dal francese                    |
| Invece:   |           |           |                                          |
| licenza   | licenca   | licenca   | "dozvola" è più usato per entrambe       |

La maggior parte dei nomi degli elementi chimici sono differenti: per i nomi internazionali il bosniaco e il croato aggiungono -ij mentre il serbo e montenegrino -ijum (per l'uranio: uranij – uranijum). In alcuni nomi d'origine slava, il bosniaco e il croato hanno come finale -ik mentre il serbo ha -(o)nik (kisik – kiseonik (ossigeno), vodik – vodonik (idrogeno)). Altri ancora sono totalmente diversi (dušik – azot (azoto), kositar – kalaj (stagno)). Alcuni poi sono identici: srebro (argento), zlato (oro), bakar (rame).
Ancor oggi, è importante notare che ci sono parole d'origine russa che sono considerate essere "nello spirito della lingua croata", quindi sentite come croate, e non come parole straniere. Altri prestiti russi invece sono considerati come "serbismi".
Altre parole importate sono di genere maschile o femminile in serbo, bosniaco e montenegrino, invece in croato esclusivamente di genere femminile:
| Italiano | Bosniaco, Serbo e Montenegrino | Croato  |
| -------- | ------------------------------ | ------- |
| minuto   | minut/minuta                   | minuta  |
| secondo  | sekund/sekunda                 | sekunda |
| Invece:  |                                |         |
| pianeta  | planeta                        | planet  |

### Pronomi
In serbo, bosniaco e montenegrino il pronome che (che cosa) si traduce con što quando usato come relativo, ma con šta quando usato come interrogativo; quest'ultimo viene messo anche in frasi relative con significato interrogativo. Il croato invece usa što in ogni contesto.
| Italiano                 | Bosniaco, Serbo e Montenegrino  | Croato                   |
| ------------------------ | ------------------------------- | ------------------------ |
| Che ha detto?            | Šta je rekao?                   | Što je rekao?            |
| Chiedigli cosa ha detto. | Pitaj ga šta je rekao.          | Pitaj ga što je rekao.   |
| Ho visto cosa hai fatto. | Video/Vidjeo sam šta si uradio. | Vidio sam što si učinio. |

Questa regola si applica soltanto al caso nominativo - negli altri casi, tutte le lingue hanno la medesima declinazione - čega, čemu ecc. per što.
In croato, il pronome chi si traduce con tko, mentre serbo, bosniaco e montenegrino usano ko. La declinazione però, come per što, è identica: kome, koga, ecc. In aggiunta, il croato usa komu come forma alternativa nel caso dativo.
In croato, solitamente, la forma di clitico accusativa del pronome personale ona (ella) più usata è ju (lei). In serbo, bosniaco e montenegrino la forma je è preferita (anche se spesso in serbo si usa ju per non ripetere due volte je quando il primo significa è).
La frequenza di uso dei pronomi locativi gd(j)e, kuda i kamo differiscono in qualcosa tra croato e serbo:
| Italiano             | Croato         | Serbo (ekavo) |
| -------------------- | -------------- | ------------- |
| Dove sarai?          | Gdje ćeš biti? | Gde ćeš biti? |
| Da chi andrai?       | Kamo ćeš ići?  | Gde ćeš ići?  |
| Da che parte andrai? | Kuda ćeš ići?  | Kuda ćeš ići? |

### Sintassi

#### Infinito o congiuntivo
Con i verbi modali come ht(j)eti (volere) o moći (potere), l'infinito è obbligatorio in croato, mentre la forma da + tempo presente è preferita in serbo e montenegrino. Questo è una traccia del congiuntivo, e probabilmente un'influenza della lega linguistica balcanica. Ancora, ambo le alternative sono presenti e consentite in bosniaco.
La frase "voglio farlo" può essere tradotta con le seguenti:
- Hoću to da uradim (serbo, bosniaco e montenegrino)
- Hoću to uraditi (croato, permesso in serbo, bosniaco e montenegrino)

Questa differenza si estende parzialmente al tempo futuro, che in serbo-croato è formato in maniera similare alla lingua inglese, usando (elidendo) il presente del verbo "ht(j)eti" → "hoću"/"hoćeš"/... → "ću"/"ćeš"/... come verbo ausiliare. Qui, l'infinito è formalmente richiesto in entrambe le varianti:
- Ja ću to uraditi. (Lo farò)

Tuttavia, quando viene usata l'espressione da + presente, essa esprime in aggiunta la volontà del soggetto o l'intenzione di effettuare l'azione in questione:
- Ja ću to da uradim. (Voglio farlo)

Questa forma è più frequentemente usata nel serbo e nel bosniaco. Le sfumature del significato tra le due forme possono essere minime o addirittura totalmente perse (specialmente nei dialetti serbi). L'uso ripetuto di da + presente è ritenuto come germanismo nei circoli linguistici serbi, e questo può occasionalmente portare a frasi goffe.
Comunque, il croato standard raramente usa la forma da + presente. Può invece essere usata una forma alternativa per esprimere volontà:
- Ja hoću to uraditi. (Io voglio farlo.)

#### Frasi interrogative
Nelle frasi interrogative il croato usa la particella interrogativa li dopo il verbo, mentre il serbo permette anche la forma con da li. (Situazione simile al francese, dove una domanda può essere formulata tramite inversione o usando est-ce que):
- Možeš li? (Puoi?) (Croato)
- Da li možeš? (Serbo)

In aggiunta, il non grammaticale je li ("È esso?"), di solito contratto in jel', è una forma dialettale per formare ogni tipo di domanda, ad esempio Jel' možeš?. Nella lingua standard si usa questa forma solamente nelle domande in cui si usa il verbo ausiliare essere alla terza persona singolare, cioè col je (="è"):
- Je li moguće? (È possibile?) (Croato)
- Da li je moguće? (Serbo)

Tirando le somme, la frase italiana "Voglio sapere se comincerò a lavorare" sarà tipicamente tradotta con:
- Želim da znam hoću li početi da radim. (Serbo parlato)
- Želim znati hoću li početi raditi (Croato parlato)

sebbene molte varianti possono essere incontrate nelle parlate dialettali.

#### Trebati (servire)
In croato il verbo trebati (occorrere o necessitare) è transitivo. In serbo, bosniaco e montenegrino è un verbo impersonale, (come in francese il faut, o in italiano la forma occorre...); il soggetto grammaticale è omesso (esso), o presenta l'oggetto della necessità; la persona a cui serve qualcosa è un oggetto grammaticale indiretto, e si mette al dativo:
| Bosniaco, Serbo e Montenegrino | Italiano                    | Croato             | Italiano                  |
| ------------------------------ | --------------------------- | ------------------ | ------------------------- |
| Petru treba novac.             | I soldi [servono] a Pietro. | Petar treba novac. | A Pietro servono i soldi. |
| Ne trebam ti.                  | Io [non servo] a te         | Ne trebaš me.      | Non mi servi.             |
| Treba da radim.                | (Esso) [serve] che lavori.  | Trebam raditi.     | Ho bisogno di lavorare.   |

### Vocabolario

#### Esempi
La maggiore differenza tra le lingue in questione sta nel vocabolario. Molte parole sono comunque conosciute da interlocutori di diversa provenienza, o anche magari usate di rado nelle altre lingue; nella maggior parte dei casi, l'uso comune favorisce una variante mentre le altre sono marchiate come "importate", arcaiche, dialettali o semplicemente, usate raramente. La preferenza per l'uso di certi vocaboli invece che altri è dovuta alla zona di origine dell'interlocutore più che dall'etnia di appartenenza; ad esempio, i serbi di Bosnia usano "mrkva" e "hlače" piuttosto che "šargarepa" e "pantalone".
| Italiano   | Bosniaco             | Croato          | Serbo                | Montenegrino             |
| ---------- | -------------------- | --------------- | -------------------- | ------------------------ |
| mille      | hiljada              | tisuća          | hiljada              | hiljada                  |
| gennaio    | januar               | siječanj        | januar               | januar                   |
| fabbrica   | fabrika tvornica     | tvornica        | fabrika              | fabrika                  |
| riso       | pirinač/riža         | riža            | pirinač/riža         | pirinač/riža             |
| carota     | mrkva                | mrkva           | šargarepa            | šargarepa/mrkva          |
| pantaloni  | hlače                | hlače           | pantalone            | pantalone/hlače          |
| olio       | ulje                 | ulje            | ulje zejtin          | ulje                     |
| pane       | hljeb                | kruh            | hleb                 | hljeb/hleb               |
| spinaci    | špinat               | špinat          | spanać               | spanać                   |
| calcio     | fudbal nogomet       | nogomet         | fudbal               | fudbal                   |
| treno      | voz                  | vlak            | voz                  | voz                      |
| onda       | val talas            | val             | talas                | talas                    |
| persona    | lice osoba           | osoba           | lice osoba           | lice osoba               |
| maleducato | neodgojen            | neodgojen       | nevaspitan           | nevaspitan               |
| personale  | vlastito sopstveno   | vlastito osobno | vlastito sopstveno   | vlastito sopstveno lično |
| strada     | put cesta drum džada | put cesta       | put cesta drum džada | put cesta                |
| pedaggio   | putarina             | cestarina       | putarina             | putarina                 |
| Invece:    |                      |                 |                      |                          |
| papà       | tata babo            | tata            | tata                 | tata                     |
| pomodoro   | paradajz             | rajčica         | paradajz             | paradajz                 |

1. ↑  I linguisti bosniaci dichiarano la parola "nogomet" come "usata in bosniaco" (come in croato); però la forma "fudbal" va ancora per la maggiore tra i bosgnacchi; notare come i club calcistici bosgnacchi FK Sarajevo, FK Velež hanno come denominazione sportiva "fudbalski klub" e non "nogometni klub" come i club croati.

| Italiano          | Bosniaco      | Croato     | Serbo      | Montenegrino |
| ----------------- | ------------- | ---------- | ---------- | ------------ |
| accettare         | prihvatiti    | prihvaćati | prihvatiti | prihvatiti   |
| felice, fortunato | sretan srećan | sretan     | srećan     | srećan       |
| comprendere       | shvatiti      | shvaćati   | shvatiti   | shvatiti     |
| Invece:           |               |            |            |              |
| prendere          | hvatati       | hvatati    | hvatati    | hvatati      |

Comunque ci sono non molte differenze che possono portare a fraintedimenti, ad esempio il verbo "ličiti" che significa "assomigliare" in serbo, bosniaco e montenegrino, in croato diventa "sličiti"; infatti "ličiti" significa "dipingere".
La parola "bilo" significa "bianco" in ikavo, "polso" in croato ufficiale e "ero/eri/era" in tutte e quattro le lingue; questa non crea poi molta confusione a causa della diversa accentuazione (bîlo o bílo = bianco, bı̏lo = polso, bílo = era).
In serbo, la parola izvanredan (straordinario) ha solo significato positivo (eccellente), vanredan viene usato per "inusuale" o "fuori del normale"; in croato invece viene usato solo izvanredan in ogni contesto. Così, la frase croata izvanredno stanje (stato d'emergenza) suona divertente alle orecchie di un interlocutore serbo (i croati usano più naturalmente 'izvrsno' per eccellente).
Si noti nuovamente come il bosniaco ufficialmente permette tutte le varianti sopra elencate in nome della "ricchezza della lingua", mentre le ambiguità sono risolte preferendo la variante croata. Gli scrittori del vocabolario bosniaco giustificano tale decisione con l'uso di talune parole nella letteratura bosniaca. Anche nel montenegrino è possibile riscontrare l'utilizzo di più varianti, principalmente vicine a quelle della varietà serba.

#### Nomi dei mesi
In lingua croata i mesi hanno nomi d'origine slava, mentre il serbo, il bosniaco e il montenegrino usano i nomi derivati dal latino comunemente usati nella maggior parte dei paesi del mondo. Comunque anche i nomi slavi possono essere usati nella lingua bosniaca (sebbene molto raramente); i nomi derivati dal latino sono sempre preferiti.
| Italiano  | Bosniaco  | Croato   | Serbo     | Montenegrino |
| --------- | --------- | -------- | --------- | ------------ |
| gennaio   | januar    | siječanj | januar    | januar       |
| febbraio  | februar   | veljača  | februar   | februar      |
| marzo     | mart      | ožujak   | mart      | mart         |
| aprile    | april     | travanj  | april     | april        |
| maggio    | maj       | svibanj  | maj       | maj          |
| giugno    | juni      | lipanj   | jun       | jun          |
| luglio    | juli      | srpanj   | jul(i)    | jul          |
| agosto    | august    | kolovoz  | avgust    | avgust       |
| settembre | septembar | rujan    | septembar | septembar    |
| ottobre   | oktobar   | listopad | oktobar   | oktobar      |
| novembre  | novembar  | studeni  | novembar  | novembar     |
| dicembre  | decembar  | prosinac | decembar  | decembar     |

I nomi internazionali dei mesi sono comunque conosciuti in Croazia e il mese in cui sono accaduti molti grandi eventi in ambito mondiale è tradotto col nome internazionale: "1. maj", "1. april", "oktobarska revolucija". Poi esiste un cantiere navale a Fiume, in Croazia, denominato "3. maj", traducendo "maggio" con "maj" e non "svibanj". Nel parlato della Bosanska Krajina (Bosnia nord-occidentale) è normale riferirsi ai mesi tramite il numero. Perciò alcuni interlocutori di tale zona spesso diranno "peti mjesec" ("il quinto mese").